# Нюзуик
„Нюзуик“ (на английски: Newsweek, в превод – „седмични новини“) е американско седмично новинарско списание, което е печатано в Ню Йорк от 1933 до 2012 г. Разпространявано е в САЩ и по целия свят. Било е вторият по големина ежеседмичник в САЩ, отстъпвайки само на „Тайм“ по тираж и печалби от реклами. Имало е четири англоезични издания и дванадесет – по света на езиците на страните, в които е издавано. От 2013 г. излиза в електронен формат, но продължава да се печата във Великобритания и Европа.
В периода между 2008 и 2012 г. списанието претърпява ред външни и вътрешни изменения, цел на които е промяна на направлението и на читателската аудитория, за да се постигне увеличение на доходите. Вместо това, финансовите загуби се увеличават: доходът намалява до 38% от 2007 до 2009 г. През 2009 г. загубите на списанието възлизат на около 30 млн. долара. През август 2010 г. собственикът на списанието, компанията Уошингтън Поуст Къмпани, го продава на 92-годишния основател на компанията Харман Интернешънъл Индъстрис (производител на аудиооборудване), милиардера Сидни Харман за 1 $ и погасяване на дълговете на списанието. Главният редактор Джон Мичъм подава оставка след продажбата.
През ноември 2010 г. „Нюзуик“ се обединява с новинарския и аналитичен сайт „Дейли Бийст“, като образуват компанията Нюзуик Дейли Бийст Къмпани. Тина Браун, главна редакторка на „Дейли Бийст“, става редакторка и на двете издания. „Нюзуик“ е в съвместно притежание на Харман и многоотрасловата американска интернет-компания ИнтерАктивКорп.
През октомври 2012 г. Тина Браун обявява, че списанието „Нюзуик“ спира да се печата от 31 декември 2012 г., преминава на цифров формат и ще се нарича „Нюзуик Глобъл“.
На 3 август 2013 г. Ай Би Ти Медия обявява, че е купила „Нюзуик“ от компанията ИнтерАктивКорп при условия, които не са съобщени; покупката включва бранда „Нюзуик“ и неговото интернет-издание, но не включва изданието „Дейли Бийст“.